# 小行星21582
小行星21582（21582 Arunvenkataraman）是一颗绕太阳运转的小行星，为主小行星带小行星。该小行星于1998年9月19日发现。

## 轨道参数
小行星21582的轨道半长轴为397 681 336 km，2.6582977 UA，离心率为0.128。